# Частная жизнь римлян

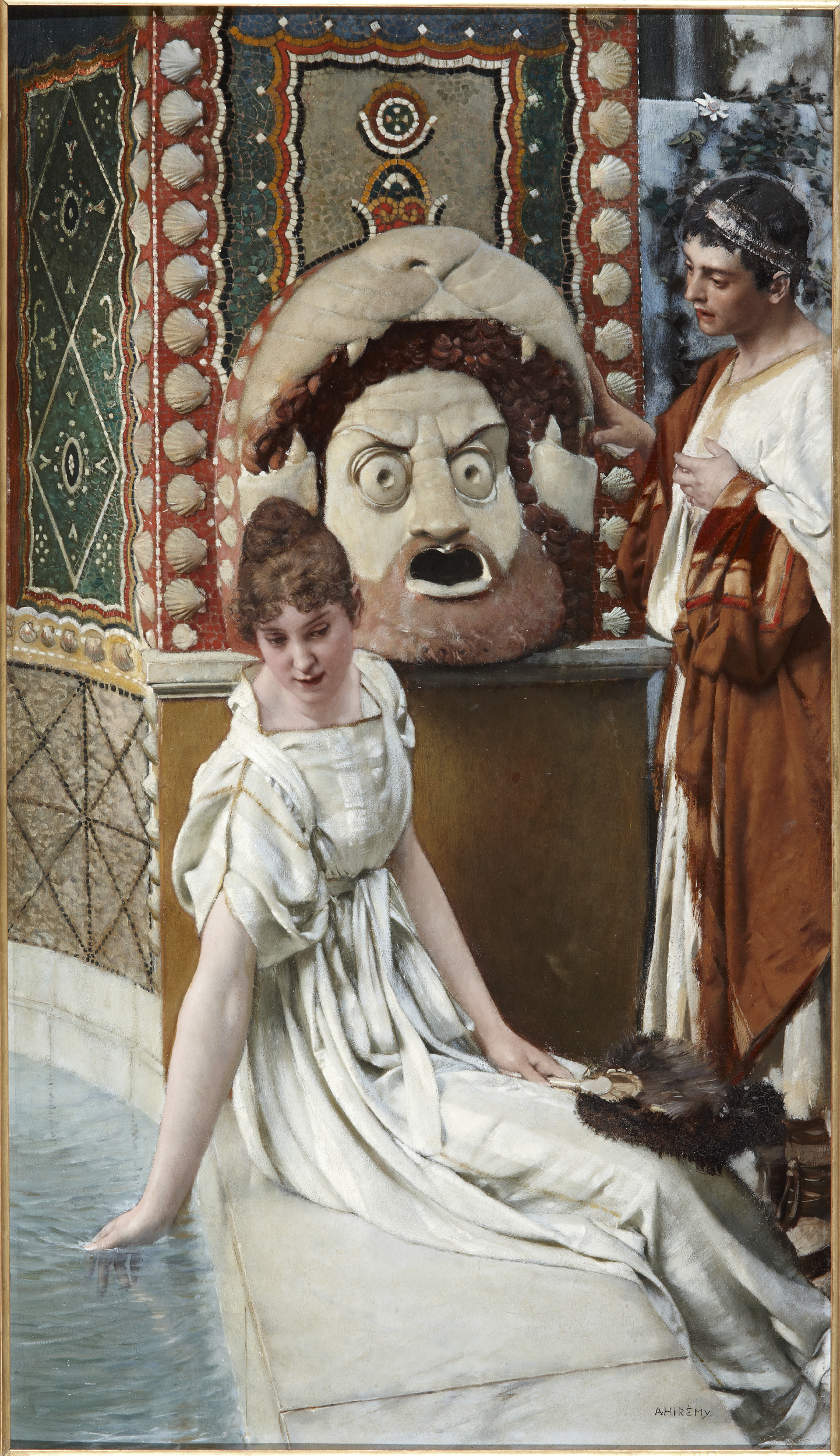
Адольф Хиреми-Хиршль, Единственный свидетель (ок. 1898 г.).

Частная жизнь римлян существенно различается в трёх периодах: 1) до начала II века до н. э., представляющий древнеримский тип в его чистоте, 2) до конца Республики, характеризуемый проникновением в Рим эллинизма, и 3) императорский, для которого характерно слияние провинциальной культуры с римской.

## По периодам

### Первый период
В первую эпоху земледельцы-воины отличаются недостатком фантазии и равнодушием к отвлеченной мысли, но они деятельны, благочестивы, целомудренны, умеренны и высоко ставят собственное достоинство. Их занятия — земледелие, торговля с окрестными народцами, грубые ремесла; меновым средством был сначала скот, позже появляется медная монета, к концу периода — серебряная.
Семейные и родовые связи определяли положение каждого лица в государстве; во главе семьи стоял paterfamilias, глава дома, которому подчинялись кровные родственники, а также familiares — свободные клиенты — и рабы — vernae. Каждая семья имела свои семейные святилища, своих богов-хранителей.
Первоначально постройки были из грубых камней или глины, смешанной с соломой; беднейшие граждане жили в деревянных бараках или же многие семьи бедняков занимали одно, обыкновенно многоэтажное здание. В комнатах единственной обстановкой служили брачная кровать (lectus genialis), почетная скамейка для хозяйки и кресло для хозяина, прялка, денежный ящик, шкаф для провизии и у знатных — маски предков.
Торжественное принятие новорожденного в семью и избрание ему личного имени (кроме родового) совершалось на 7-й или 8-й день после рождения. Вся жизнь у римлян делилась на три стадии: младенчество (infantia, inpubertas), с 17 лет — «юность» (inventus), с 59 — «старость» (senectus); с наступлением «юности» наступала воинская повинность и возникало право вписаться в центурию, а с достижением «старости» гражданин освобождался от обязанности носить оружие.
Торжественное погребение было обязательно, под страхом наказаний для наследников; сюда относилось принесение особых жертв богам, произнесение похвальной речи о покойнике, поминальный обед (silicernium). Первоначальной формой погребения было зарытие трупа в землю, но уже в V веке появился обычай сжигания покойников.
До 7 лет, под присмотром матери или бабушки, ребёнок занимался лишь игрушками, песнями или рассказами; от 7 лет до 17, под руководством отца, он занимался телесными упражнениями, учился чтению, письму и арифметике, изучал право и некоторые сакральные обряды.
С 17 лет юноша допускался к обедам со старшими, продолжал гимнастические военные упражнения, практически изучал земледелие. По окончании образования начиналась работа взрослого гражданина, которая состояла или в военной службе, или в непрерывных земледельческих занятиях, или в трудах по занимаемой должности, которым римляне отдавались с большим усердием: рабочий день начинался с восходом солнца и кончался с заходом его. Отдыхом служили беседы об авгуральной дисциплине и о юриспруденции, общественные игры и гулянья на площадях; танцы и песни считались неприличными.
Пища принималась трижды в день; только обед был общий для всей семьи. Еда состояла в хлебе и овощах; мясо употреблялось в пищу только на пиршествах; вино могли пить только мужчины.

### Второй период
Во второй период уменьшается религиозность римлян: безнравственность, стремление к наслаждениям и к роскоши, корыстолюбие захватывают все большие круги римского общества. Мелкое землевладение исчезает, уступая место латифундиям. Вместе с тем исчезает и любовь к земледелию, и тот класс земледельцев-граждан, которым силен был Рим. Большое развитие принимают денежное хозяйство, откупа и банковые операции; торговля получает громадное значение, ввиду недостатка в Италии жизненных припасов и растущих потребностей роскоши.
В это время в Риме процветают разнообразнейшие ремесла: упоминаются ювелиры, красильщики, камнетесы, скорняки, портные, позументщики, кондитеры, вышивальщики и т. д.
В семейном быте замечается стремление к ослаблению прежней патриархальной зависимости от главы семьи, к эмансипации жен и сыновей. Число рабов увеличивается до громадного числа; у богатых набирается из рабов целый штат ремесленников, для приготовления всего необходимого для домашнего обихода. В домах замечается роскошь, увеличивается число комнат, применяются многие особенности греческой архитектуры.
В воспитании детей центр тяжести переносится на теоретическую подготовку — изучение риторики, греческого языка и т. п.; для усовершенствования в науках молодые люди часто отправляются в Грецию. Для высшего образования имелись центры в Карфагене, Афинах, Риме, Массилии и др. городах.
К способам препровождения времени присоединяются кровавые представления в цирках и театрах, пиры, при участии обоих полов, игры в мяч и кости, поездки на купанья. У богатых время теперь распределялось так: утром прием клиентов, в 11 часов — завтрак, полуденный сон, потом гимнастические упражнения и купанье, в 14 часов — обед, затем хождение в гости или игры, вечером попойка с друзьями. Горячие мясные кушанья в это время становятся обычными, а не только праздничными блюдами. У греков был заимствован обычай возлежания за столом и так называемые триклинии. Одежда существенному изменению не подверглась, но отчасти приблизилась к греческой.

### Третий период
В третий, последний период наблюдается постепенное понижение культурного уровня, продолжающееся падение нравственности и проникновение варварства в слои, ранее культурные. В сакральные обычаи и во взгляды общества проникают восточные элементы.
Сельскохозяйственная и промышленная производительность падает, но торговля, особенно с отдаленными восточными странами, оживляется ещё больше прежнего.
Семья получает более свободный, ближе подходящий к современному характер.
Положение рабов становится менее тяжелым. В постройке домов, особенно многоэтажных, сделаны были большие успехи; зато ещё скученнее стало население городов и неудовлетворительнее условия жизни бедных горожан.
Обстановка комнат у богатых людей достигает большой роскоши: появляются стенные зеркала, позолота; многие дома строятся из мрамора, в окна вставляются стекла или слюда, двери завешиваются дорогими коврами. Триклинии заменяются круглыми столами. Входят в употребление скатерти и вилки. От варваров заимствовано было употребление в питье пива и в пищу коровьего масла. Одежда стала полнее, так как появилось стремление к закрытию всякой наготы; мужская одежда по покрою своему приблизилась к женской и послужила переходом к одеяниям византийского образца.